# Dichogaster saliens
Dichogaster saliens är en ringmaskart som först beskrevs av Frank Evers Beddard 1893.  Dichogaster saliens ingår i släktet Dichogaster, och familjen badrumsmaskar. Arten är reproducerande i Sverige.